# October
October (în traducere, Octombrie) este al doilea album al formației rock irlandeze U2, lansat în 1981. Tematica albumului a fost cea spirituală, inspirată de apartenența lui Bono, The Edge, și Mullen într-un grup creștin denumit „Shalom Fellowship”, care i-a determinat să își pună problema relației dintre credința creștină și stilul de viață rock and roll. Albumul a primit și critici pozitive și critici negative și piesele au fost foarte puțin difuzate la radio.